# Ella Barnwell
Ella Barnwell (Carmarthen, 14 januari 2001) is een baanwielrenster uit Wales, het Verenigd Koninkrijk.
Barnwell werd drie maal Brits nationaal kampioene op de baan, op de onderdelen scratch, ploegenachtervolging en omnium.